# 合田悦三
合田 悦三（ごうだ よしみつ、1956年8月2日 - ）は、日本の裁判官。特別職国家公務員。第42代札幌高等裁判所長官。総務省情報公開・個人情報保護審査会会長。

## 人物
清里町の中学校を経て北海道札幌南高等学校に進学。数学が苦手で医師志望を断念し、中央大学法学部卒業。裁判官時代に裁判員制度の構想を担当した。

## 経歴
- 仙台地方裁判所・仙台家庭裁判所
- 1994年3月25日 - 最高裁判所司法研修所教官
- 1998年9月1日 - 最高裁判所事務総局第二課長
- 2000年4月1日 - 最高裁判所事務総局第一課長・第三課長・広報課付
- 2002年4月1日 - 東京地方裁判所判事
- 2004年4月1日 - 東京地方裁判所部総括判事[2]
- 2015年7月11日 - 前橋地方裁判所所長[2]
- 2016年9月5日 - 東京高等裁判所部総括判事[2]
- 2019年3月 - 千葉地方裁判所所長[2]
- 2020年7月 - 札幌高等裁判所長官[3]
- 2021年8月1日 - 定年退職
- 2022年 - 総務省情報公開・個人情報保護審査会会長代理・第1部会部会長（常勤）[4]
- 2023年 - 総務省情報公開・個人情報保護審査会会長[5]

## 主な裁判
- 2005年3月29日 - オウム真理教の分派である「ケロヨンクラブ」の女性信者が修行と称して暴行を受け死亡した事件で、信者ら4人に対し犯人隠避罪の有罪判決。
- 2011年1月24日 - 中国国際郵便覚醒剤密輸事件の裁判員裁判で、無罪判決。求刑は懲役13年、罰金700万円だった。